# Nie żałuję (album)
Nie żałuję (styl. Nie Żałuję) – debiutancki album Natalii Zastępy, który został wydany 21 maja 2021 rok nakładem wytwórni Universal Music Polska. Teksty i muzyka na płytę powstawały we współpracy m.in. z Sanah, Wojciechem Łuszczykiewiczem, Juliuszem Kamilem, Michałem Pietrzakiem, Michałem Szycem, Maciejem Wasio, Natalią Wrzosińską, Amber Van Day, Siostrami Melosik.

## Single
Na płycie znalazło się 12 utworów, w tym osiem singli wydawanych w okresie od 1 grudnia 2018 do 12 maja 2021 roku. Są to: „Za późno”, „Nie żałuję”, „Kłopoty”, „Rudy”, „Lava Lamp”, „Mantry” oraz „Wiesz jak jest”. Pięć z nich dostało się do listy AirPlay – Top, w tym dwa do pierwszej dziesiątki notowania. Piosenki „Za późno”, „Nie żałuję” i  „Wiesz jak jest”  zajęły szczyt notowania AirPlay – Nowości.

## Lista utworów
| Edycja standardowa | Edycja standardowa | Edycja standardowa                                                    | Edycja standardowa                  | Edycja standardowa |
| Nr                 | Tytuł utworu       | Autorzy                                                               | Produkcja                           | Długość            |
| ------------------ | ------------------ | --------------------------------------------------------------------- | ----------------------------------- | ------------------ |
| 1.                 | „Nie żałuję”       | Juliusz Kamil · Michał Pietrzak                                       | Michał Pietrzak                     | 3:41               |
| 2.                 | „Lava Lamp”        | Natalia Wrzosińska · Maciej Zieliński · Michał Wrzosiński             | Maciej Wasio                        | 3:43               |
| 3.                 | „Rudy”             | Juliusz Kamil · Michał Pietrzak                                       | Juliusz Kamil · Michał Pietrzak     | 2:36               |
| 4.                 | „Wiesz jak jest”   | Juliusz Kamil · Michał Pietrzak                                       | Juliusz Kamil · Michał Pietrzak     | 3:17               |
| 5.                 | „Błysk”            | Radosław Bieńkuński · Magda Wójcik · Natalia Zastępa                  | Radosław Bieńkuński                 | 3:20               |
| 6.                 | „Kłopoty”          | Maciej Wasio · Zuzanna Jurczak                                        | Maciej Wasio                        | 3:31               |
| 7.                 | „Chłopak”          | Juliusz Kamil · Natalia Zastępa                                       | Juliusz Kamil                       | 3:27               |
| 8.                 | „Niech się stanie” | Dagmara Melosik · Martyna Melosik · Zuzanna Jurczak · Michał Pietrzak | Michał Pietrzak                     | 3:06               |
| 9.                 | „Mantry”           | Tomasz Morzydusza · Natalia Wrzosińska                                | Tomasz Morzydusza · Michał Pietrzak | 3:10               |
| 10.                | „Za późno”         | Amber Van Day · Michał Szyc · Paul Whalley · Wojciech Łuszczykiewicz  | Paul Whalley                        | 3:22               |
| 11.                | „Nie przegap”      | Juliusz Kamil · Michał Pietrzak · Natalia Zastępa                     | Juliusz Kamil · Michał Pietrzak     | 2:51               |
| 12.                | „Za wcześnie”      | Juliusz Kamil · Natalia Zastępa                                       | Juliusz Kamil                       | 5:30               |
|                    |                    |                                                                       |                                     | 41:34              |

## Historia wydania
| Obszar     | Data         | Format                      | Wersja   | Wytwórnia              | Źr.    |
| ---------- | ------------ | --------------------------- | -------- | ---------------------- | ------ |
| Cały świat | 21 maja 2021 | CD                          | oryginał | Universal Music Polska | [ 12 ] |
| Cały świat | 21 maja 2021 | digital download, streaming | oryginał | Universal Music Polska | [ 13 ] |